# Peter Kaberere
Peter Kaberere (murió el 6 de abril de 2014) fue un cantante de Kenia en su mayoría en Suajili pop y música góspel contemporánea. Kaberere también era conocido como Kabz por su apellido. Comenzó su carrera en el grupo de música JoggC y fue miembro del grupo Zaidi Ya Mziki hasta iniciar una carrera musical en solitario. Lanzó el álbum Kiburi que produjo el éxito "Kiburi ni cha nini?". Famosos éxitos incluyen "Nisamehe", y como colaboraciones, "Just a Way" con el Sr. Vee y también apareció en "Mwanake" de Benachi. Kaberere también trabajó como gerente de operaciones y mánager en Mo Sound Ltd, la compañía anfitriona de los premios anuales de góspel Groove Awards y los conciertos de Safaricom Live.
Resultó mortalmente electrocutado en su propio automóvil en un túnel de lavado de manera accidental. Estaba casado con Njesh Kahura, tenían un hijo y estaban esperando el segundo hijo, una niña nacida apenas unas horas después de su entierro en el cementerio de Langata.